# Patrimonio histórico (España)

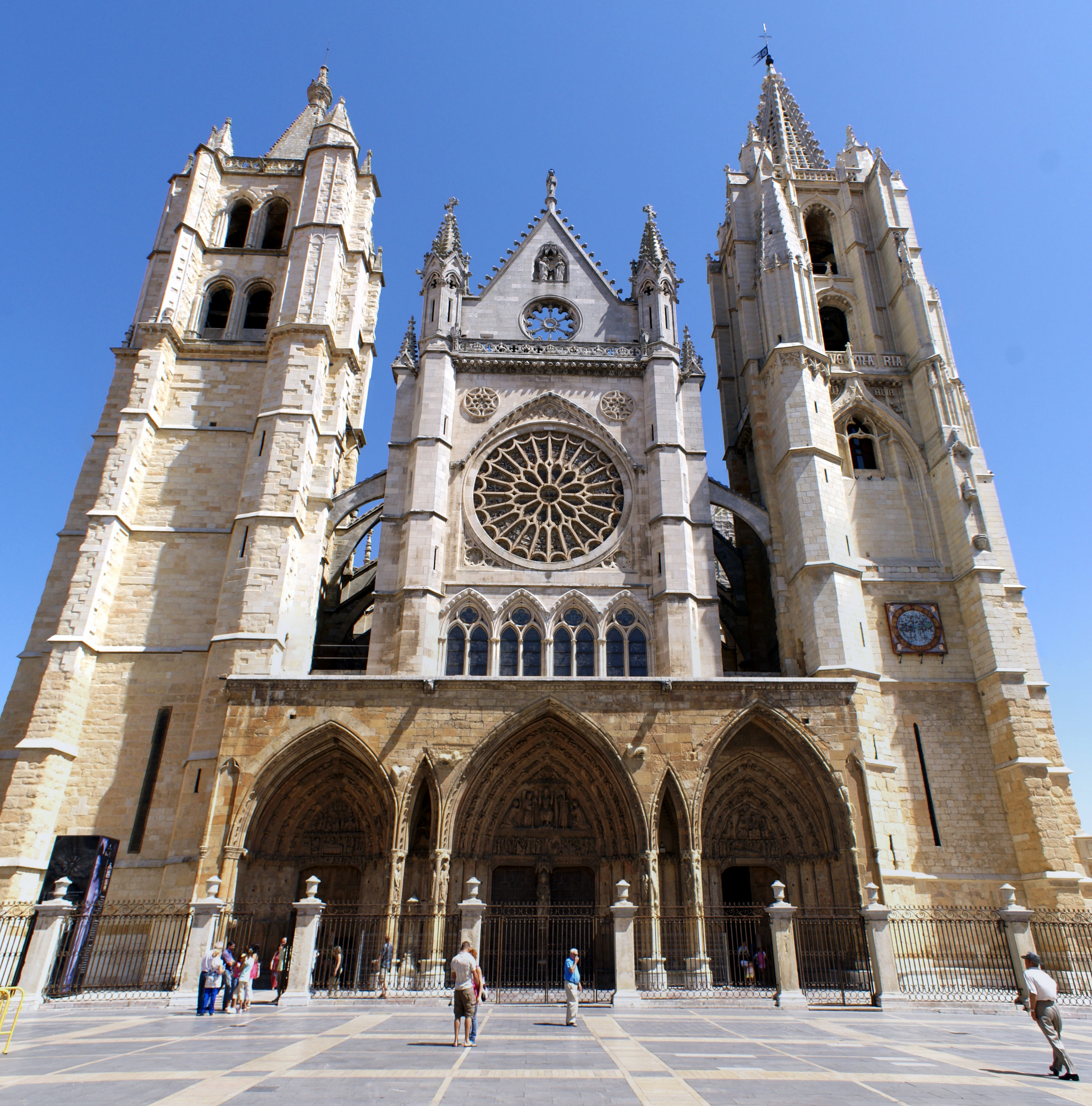
La Catedral de León se convirtió en 1844 en el primer monumento protegido con la figura de Monumento Nacional.

Se denomina patrimonio histórico al conjunto de bienes, tanto materiales como inmateriales, acumulados a lo largo del tiempo, que se consideran valiosos para las personas o la sociedad, y por lo tanto merecedores de su conservación y transmisión a las generaciones futuras. Estos bienes pueden ser de tipo histórico de diversa índole, artístico (arquitectónico, escultórico, etc.) paleontológico, arqueológico, etnográfico, documental, bibliográfico, científico o técnico, así como sitios naturales o parques, que por su ecosistema o valor histórico deban ser protegidos.
Esta diversidad del tipo de bienes que comprende, explica que últimamente el término tienda a sustituirse por el de «bienes culturales» (Patrimonio cultural) acepción más reciente y de uso internacional.
A escala mundial, se utiliza la figura de Patrimonio de la Humanidad (World Heritage) para proteger aquellos bienes de interés internacional.
En España, la competencia para la tutela del patrimonio histórico está descentralizada en las comunidades autónomas, por lo que muchas de ellas han desarrollado su propia legislación.

## Normativa estatal

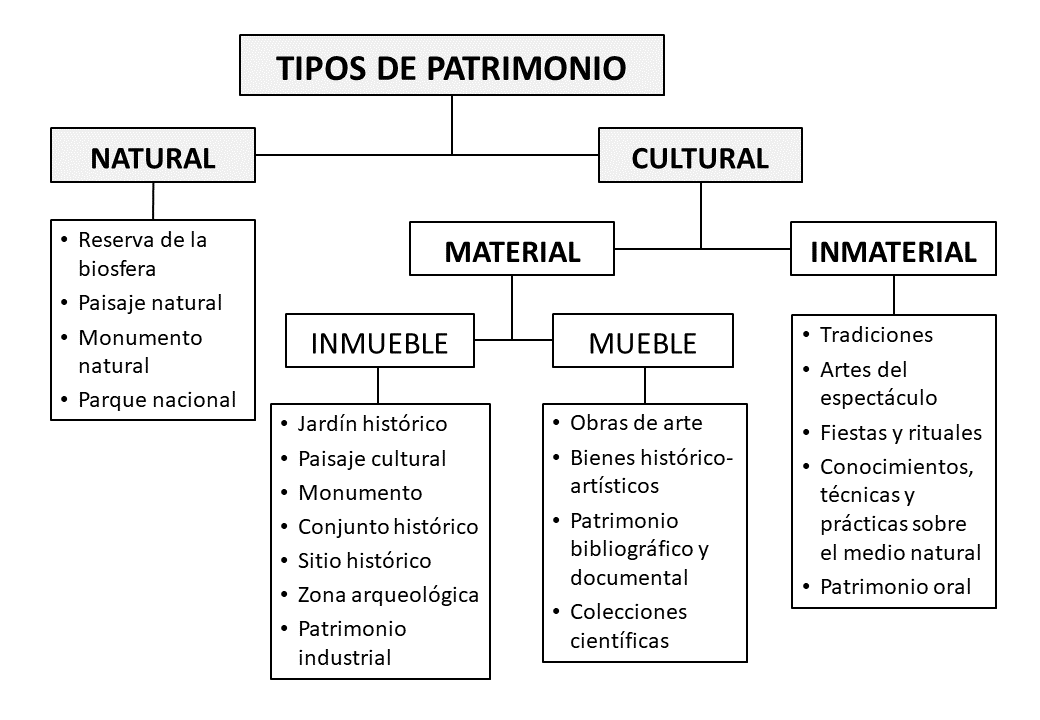
Tipos de patrimonio según la ley 16/1985.

En España, el patrimonio histórico-artístico se halla regulado por la Ley 16/1985, de 25 de junio, del Patrimonio Histórico Español.

### Regulación general
La Ley dispone que los bienes más relevantes del Patrimonio histórico, deben ser inventariados o declarados de interés cultural.

#### Bien de Interés Cultural (BIC)
Es la principal figura jurídica establecida en la ley y supone la individualización, para un bien concreto, de la protección que esta otorga al Patrimonio.

##### Procedimiento
La declaración se realizará mediante un expediente administrativo, que se inicia de oficio, o a petición de cualquier persona o entidad, y en el que se incluye la documentación técnica justificativa del interés patrimonial del bien, los informes (al menos uno) de las distintas instituciones consultivas, un período de información pública y el trámite de audiencia a los Ayuntamientos afectados.
El plazo para la tramitación de este expediente es de 20 meses desde la fecha del acuerdo de incoación del mismo.
El expediente finaliza con la declaración como BIC, mediante Real Decreto del Consejo de Ministros o, cuando se encuentre cedida a la comunidad autónoma esta competencia, mediante Decreto del Consejo de Gobierno de la misma.
Para asegurar la protección, e impedir actuaciones dirigidas a soslayar la misma, las garantías jurídicas previstas en la ley se aplican al bien desde el mismo momento de la incoación del expediente.
No pueden declararse BIC aquellos bienes de autores aún vivos, salvo que expresamente este lo autorice, o sean adquiridos por una administración.

##### Categorías de BIC
La Ley prevé cuatro categorías de BIC:
- Bienes inmuebles
  - Monumentos del Patrimonio Histórico de España
  - Jardín Histórico
  - Conjunto Histórico
  - Sitio Histórico
  - Zona arqueológica
  - Lugares de interés etnológico
- Bienes muebles
- Patrimonio etnográfico
- Patrimonio documental y bibliográfico véase art. 14 Ley 16/1985

#### Medidas de protección
Véase también Expolio arqueológico y artístico

### Delitos y sanciones
La ley prevé que el incumplimiento de la protección prevista en la misma, es una infracción administrativa, susceptible de ser sancionada pecuniariamente, además de poder obligar a restituir los daños causados a su estado original, por cuenta del infractor.
Las infracciones pueden ser de tres tipos:
| Tipo de infracción | Sanción                                                                        | Prescripción |
| ------------------ | ------------------------------------------------------------------------------ | ------------ |
| Muy graves         | Del tanto al cuádruplo del valor del daño. Si no es valorable, hasta 600.000 € | 10 años      |
| Graves             | Hasta 150.000 €                                                                | 5 años       |
| Leves              | Hasta 60.000 €                                                                 | 5 años       |

En algunos casos, las actuaciones pueden ser constitutivas de delito, y se regulan por el Código Penal. Los delitos sobre el patrimonio histórico están tipificados y regulados por los artículos 321 al 324 del Código Penal.

## Normativa autonómica
Diversas comunidades autónomas han desarrollado su propia normativa.

### Andalucía
El Patrimonio Histórico andaluz está regulado por la Ley 14/2007 de 26 de noviembre, aunque también es aplicable, subsidiariamente, la legislación estatal.
Todas las competencias para la tutela del Patrimonio histórico las tiene asumidas la Junta de Andalucía, y dentro de ella la Consejería de Cultura.

#### Características de la ley andaluza
La Ley andaluza sigue la misma pauta que la estatal, a la que complementa, con las siguientes características nuevas:
- Crea el Catálogo General del Patrimonio Histórico Andaluz, en el que se incluyen todos los bienes declarados BIC, así como aquellos otros que, aún no siéndolo, así se acuerde por el Consejo de Gobierno.
- Incorpora la figura del Lugar de interés etnológico, como aquellos parajes naturales, construcciones o instalaciones vinculados a formas de vida, cultura y actividades tradicionales del pueblo andaluz, que merezcan ser preservados por su valor etnológico.
- Crea la figura de Zona Patrimonial, territorios o espacios que constituyen un conjunto patrimonial, diverso y complementario, integrado por bienes diacrónicos representativos de la evolución humana, que poseen un valor de uso y disfrute para la colectividad y, en su caso, valores paisajísticos y ambientales.
- Crea, igualmente, la figura del Lugar de interés industrial, que son parajes o lugares con construcciones y otros elementos vinculados a procesos industriales de relevancia histórica, cultural o científica.
- Todo planeamiento urbanístico que afecte a un bien incluido en el Registro debe ser informado previamente por la Consejería de Cultura, aunque este informe solo tendrá carácter vinculante cuando el planeamiento incluya en su ámbito un conjunto histórico, un sitio histórico o una zona arqueológica.
- Incorpora el concepto de contaminación visual o perceptiva.
- El régimen sancionador es más duro que el de la ley estatal.

#### Otras normas andaluzas
Además de la citada Ley, existe otra normativa aplicable en materia de protección del Patrimonio histórico:
- Ley 7/2011, de 3 de noviembre, de Documentos, Archivos y Patrimonio Documental de Andalucía
- Ley 8/2007, de 5 de octubre, de Museos y Colecciones Museográficas de Andalucía
- Ley 16/2003, de 22 de diciembre, del Sistema Andaluz de Bibliotecas y Centros de Documentación (BOJA núm. 251 de 31/12/2003)
- Decreto 19/1995, de 7 de febrero, que aprueba el Reglamento de Protección y Fomento del Patrimonio histórico de Andalucía
- Decreto 168/2003, de 17 de junio, que aprueba el Reglamento de Actividades Arqueológicas

### Aragón
El Patrimonio Cultural Aragonés está regulado por la Ley 3/1999 de 10 de marzo , aunque también es aplicable, subsidiariamente, la legislación estatal.
Todas las competencias para la tutela del Patrimonio Cultural, las tiene asumidas el Gobierno de Aragón, y dentro de él, el Departamento de Cultura del Gobierno de Aragón.

#### Características de la ley aragonesa
La Ley aragonesa sigue la misma pauta que la estatal, a la que complementa, con las siguientes características nuevas:
- Habla específicamente de patrimonio "Cultural" en vez de patrimonio "histórico"

- Incluye explícitamente los bienes inmateriales como parte del patrimonio cultural de Aragón.

- Establece más categorías de protección:
  - Bienes de Interés Cultural (BIC)
    - Inmuebles
      - Monumento
      - Conjunto
        - Conjunto histórico
        - Jardín histórico
        - Sitio histórico
        - Zona arqueológica
        - Zona paleontológica
        - Lugar de interés etnográfico

    - Muebles
      - Singularmente
      - Como Colección

    - Inmateriales

  - Bien Catalogado (BC)
  - Bien Inventariado (BI)

- Crea el Registro Aragonés de Bienes de Interés Cultural, como registro de carácter administrativo en el que se incluyen los Bienes de Interés Cultural de la Comunidad autónoma de Aragón (BIC)

- Crea el Catálogo del Patrimonio Cultural Aragonés, como registro de carácter administrativo en el que se incluyen los Bienes Catalogados (BC)
- Crea el Inventario del Patrimonio Cultural Aragonés, como registro de carácter administrativo en el que se incluyen los Bienes Inventariados (BI)

- Crea el Censo General del Patrimonio Cultural de Aragón, como instrumento básico de protección adscrito al Departamento responsables de Patrimonio Cultural, en el que se incluyen todos los bienes declarados de interés cultural, los catalogados, los inventariados y todos aquellos otros a que hace referencia la ley y que, sin estar incluidos en ninguna de las categorías anteriores, se acuerde su integración en el censo en aras de su protección.

- El régimen sancionador, es más duro que el de la ley estatal.

#### Legislación aragonesa
En Aragón, la normativa autonómica aplicable en materia de protección del Patrimonio cultural es:
- Estatuto de Autonomía de Aragón
- Ley 6/1986 de Archivos de Aragón
- Ley 7/1986 de Museos de Aragón
- Ley 8/1986 de Bibliotecas de Aragón
- Decreto 56/1987 de Desarrollo Parcial de la Ley de Museos de Aragón
- Decreto 6/1990 de Régimen de autorizaciones para la realización de actividades arqueológicas y paleontológicas de Aragón.
- Ley 12/1997 de Parques Culturales de Aragón
- Decreto 223/1998 de Desarrollo parcial de la Ley 12/1997 de Parques Culturales de Aragón.
- Ley 6/1998 de Espacios Naturales Protegidos de Aragón
- Ley 3/1999 de Patrimonio Cultural Aragonés que establece las características de los bienes de interés cultural, de los bienes catalogados del patrimonio cultural aragonés y de los bienes inventariados del patrimonio cultural aragonés.
- Decreto 300/2002 de Regulación de las Comisiones Provinciales del Patrimonio Cultural Aragonés
- Decreto 134/2005 de Modificación del Decreto 300/2002 de Regulación las Comisiones Provinciales de Patrimonio Cultural Aragonés.
- Decreto 8/2009 por el que se crea la Comisión Aragonesa para la conmemoración del año Jacobeo 2010.
- Ley 10/2009, de 22 de diciembre, de uso, protección y promoción de las lenguas propias de Aragón.

#### Patrimonio Cultural de las Comarcas de Aragón

##### Comarca de Sobrarbe
El Patrimonio Cultural de Sobrarbe está integrado por todos los bienes materiales e inmateriales relacionados con la historia y la cultura de Sobrarbe que presenten interés antropológico, antrópico, histórico, artístico, arquitectónico, mobiliario, arqueológico, paleontológico, etnológico, científico, lingüístico, documental, cinematográfico, bibliográfico o técnico, hayan sido o no descubiertos y tanto si se encuentran en la superficie como en el subsuelo o bajo la superficie de las aguas.

### Islas Baleares
En Baleares, el patrimonio histórico se rige por la Ley 12/1998, de 21 de diciembre, del patrimonio histórico de las Islas Baleares.

### Canarias
El patrimonio histórico de Canarias está constituido por los bienes muebles e inmuebles que tengan interés histórico, arquitectónico, artístico, arqueológico, etnográfico, paleontológico, científico o técnico.
También forman parte del patrimonio histórico canario los bienes inmateriales de la cultura popular y tradicional y las particularidades lingüísticas del español hablado en Canarias.
Todos los bienes integrantes del patrimonio histórico de Canarias forman parte del legado histórico común del pueblo canario, con independencia de donde se hallen situados y de la Administración que tenga encomendada su protección.

#### -Ley 4/1999, de 15 de marzo, de Patrimonio Histórico de Canarias
En Canarias es la norma autonómica aplicable en materia de protección del Patrimonio histórico.
Esta ley tiene por objeto regular el régimen jurídico, de los bienes, actividades y demás manifestaciones culturales que integran el patrimonio histórico de Canarias. Sus disposiciones se aplicarán en todo el territorio de la comunidad autónoma de Canarias en tanto afecten a cualquiera de los bienes integrantes de su patrimonio histórico, con independencia de su titularidad pública o privada, de su carácter civil o religioso, o de cualquier otra circunstancia que incida sobre su régimen jurídico. Se exceptúa de lo dispuesto anteriormente el patrimonio documental, que se regirá por lo dispuesto en la Ley 3/1990, de 22 de febrero, del Patrimonio Documental y Archivos de Canarias.
La finalidad de esta Ley es la protección, conservación, restauración, acrecentamiento, investigación, difusión, fomento y transmisión en las mejores condiciones posibles a las generaciones futuras del patrimonio histórico de Canarias, así como su disfrute por los ciudadanos como objeto cultural y educativo y de su aprovechamiento como recurso económico, en tanto tales usos armonicen con la referida finalidad.

#### -Ley 3/1990, de 22 de febrero, de Patrimonio Documental y Archivos de Canarias
El patrimonio documental está regulado en esta norma.
De acuerdo con lo dispuesto en el Preámbulo de la Ley 3/1990:

El Estatuto de Autonomía de Canarias atribuye a la Comunidad Autónoma la competencia exclusiva en materia de archivos, siempre que estos no sean de titularidad estatal. Este fundamento jurídico supone tanto un mandato como un Título competencial para el desarrollo legislativo sobre los archivos y el Patrimonio Documental Canario.

Los archivos contienen los testimonios de las actividades de las instituciones y de las personas de nuestra comunidad. Son la memoria de las mismas y como tal deben estar al servicio de los ciudadanos, tanto en el ámbito de la gestión administrativa, como en el de la investigación histórica y la actividad cultural.

La presente Ley se propone la custodia, conservación, inventario, protección y difusión del Patrimonio Documental de Canarias, a través del Sistema Canario de Archivos. Este sistema se diseña como un conjunto de órganos y servicios, descentralizados, a través de los cuales tanto la Comunidad Autónoma como cada uno de los Cabildos Insulares tienen capacidad para recoger, conservar y servir la documentación que se produce en su ámbito respectivo.

De igual modo, la presente Ley determina los documentos y archivos sujetos a protección, ya sean de titularidad pública o privada, compatibilizando el derecho de propiedad privada con las exigencias del interés general en orden a la conservación, defensa, acceso y difusión de los mismos.

Finalmente, la Ley regula el régimen jurídico de los documentos que integran el Patrimonio Documental Canario y dota a la administración de la facultad de imponer sanciones a las administraciones públicas, propietarios, poseedores y comerciantes de archivos y documentos históricos que incumplan las obligaciones que la presente Ley impone.